# Девід Броді (хокеїст на траві)
Девід Броді (англ. David Brodie, 29 травня 1910 — 6 червня 1996) — британський хокеїст на траві.
Срібний призер Олімпійських Ігор 1948 року.